# Latirogona
Latirogona is een geslacht van uitgestorven weekdieren uit de klasse van de Gastropoda (slakken). Exemplaren van dit geslacht zijn slechts als fossiel bekend.

## Soort
- Latirogona ornata (P. Marshall, 1918) †